# 1143 Odysseus
Az 1143 Odysseus (ideiglenes jelöléssel 1930 BH) egy kisbolygó a Naprendszerben. Karl Wilhelm Reinmuth fedezte fel 1930. január 28-án, Heidelbergben. A Jupiter pályáján keringő Trójai csoport tagja.